# تشارلز تورنر (لاعب كريكت)
تشارلز تورنر (بالإنجليزية: Charles Turner)‏ (11 مارس 1862 في المملكة المتحدة - 20 مايو 1926) هو لاعب كريكت بريطاني (وحمل سابقاً جنسية المملكة المتحدة لبريطانيا العظمى وأيرلندا). لعب مع نادي مقاطعة غلوستر للكريكت ‏.

## وصلات خارجية
- تشارلز تورنر على موقع إي آس بي آن كريك إنفو (الإنجليزية)